# NGC 4453
NGC 4453 est une lointaine galaxie spirale située dans la constellation de la Vierge. NGC 4453 a été découverte par l'astronome germano-britannique William Herschel en 1784.

## Caractéristiques

### Distance
Sa vitesse par rapport au fond diffus cosmologique est de 12 051 ± 24 km/s, ce qui correspond à une distance de Hubble de 178 ± 13 Mpc (∼581 millions d'al). 

## Amas de la Vierge
La désignation VCC 1130 (Virgo Cluster Catalog) indique qu'elle fait partie de l'amas de la Vierge. Il s'agit d'une erreur, car à une distance de 528 millions d'années-lumière, elle est située bien au-delà de cet amas.
- Note : Pour NGC 4453, la base de données NASA/IPAC retourne la paire de galaxie qui se trouve à l'est de PGC 41072 qui est selon toutes les autres sources consultées la galaxie découverte par Herschel le 28 janvier 1784. Les renseignements de cette galaxie sont inscrits sous l'entrée NGC 4453 NED01.

## Supernova
La supernova SN 1966F a été découverte dans NGC 4453 le 18 juillet par l'astronome polonais Konrad Rudnicki. Le type de cette supernova n'a pas été déterminé.